# Comuna Dolîneanî, Murovani Kurîlivți
Dolîneanî (în ucraineană Долиняни) este o comună în raionul Murovani Kurîlivți, regiunea Vinnița, Ucraina, formată din satele Dolîneanî (reședința) și Krîvohîjînți.

## Demografie
Componența lingvistică a satului Dolîneanî
     Ucraineană (99,59%)
     Alte limbi (0,41%)
Conform recensământului din 2001, majoritatea populației satului Dolîneanî era vorbitoare de ucraineană (99,59%), existând în minoritate și vorbitori de alte limbi.